# Nathaniel Coleman
Nathaniel Coleman (Murray, 1º gennaio 1997) è un arrampicatore statunitense. È specializzato nel bouldering. Ha ottenuto una medaglia d'argento ai Giochi della XXXII Olimpiade di Tokyo.

## Palmarès
- Giochi olimpici

 Argento a Tokyo 2020 nella combinata